# Kleine-Brogel
Kleine-Brogel est une section de la ville belge de Peer située en Région flamande dans la Province de Limbourg. C'était une commune à part entière avant la fusion des communes de 1971.

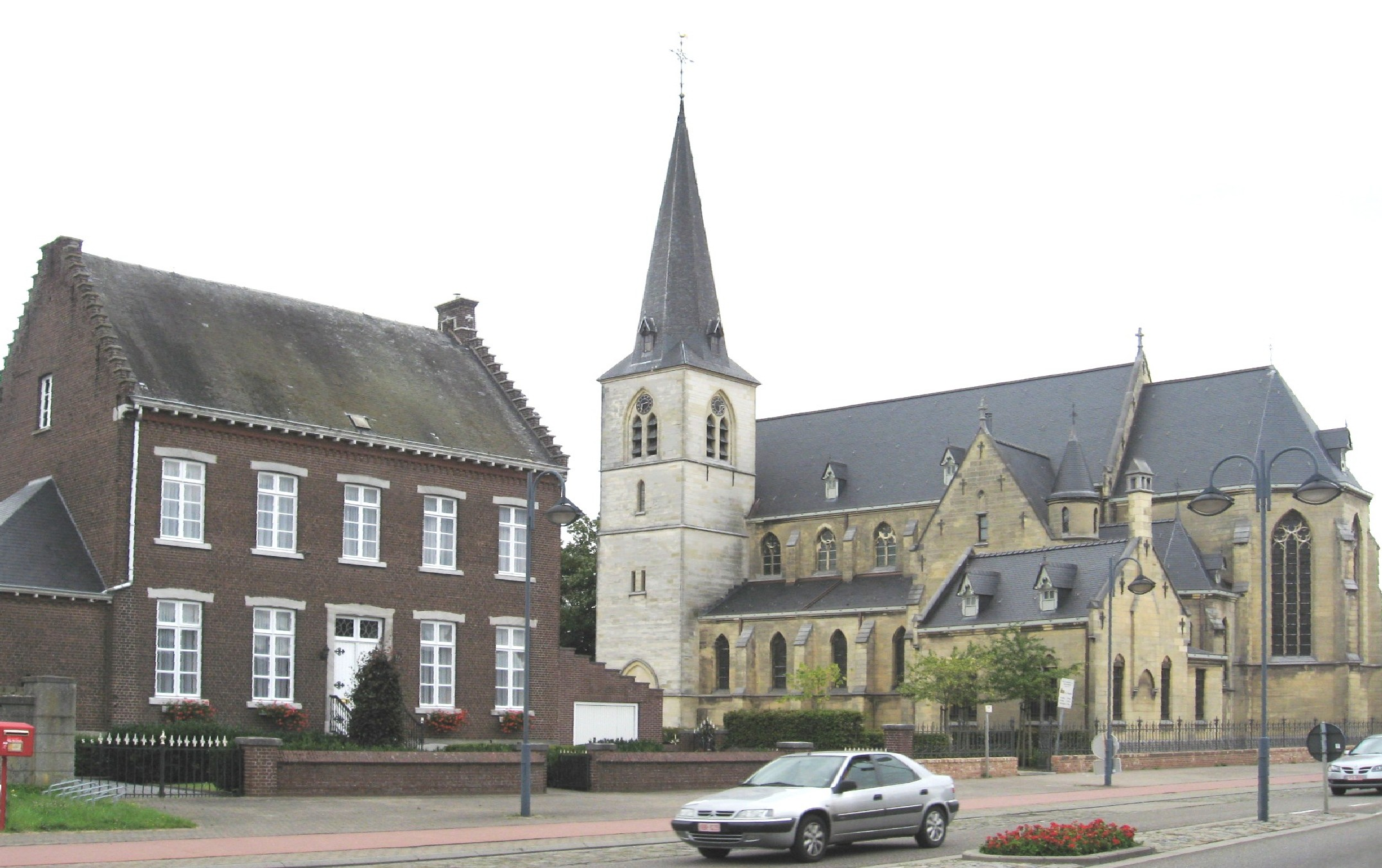
Église Sainte-Ursule

## Évolution démographique
- Sources: INS, www.limburg.be et Ville de Peer

## Base militaire
Kleine-Brogel abrite une base aérienne utilisée par l'armée belge. Construite à partir de décembre 1944 par la Royal Air Force, elle est opérationnelle en mars 1945, et est utilisée à partir d'avril par des unités alliées. Le 8 octobre 1945, la Belgique prend le contrôle de l'aérodrome.
À partir de juin 1951, la Belgique doit faire face à ses obligations dans le cadre de l'adhésion à l'OTAN, et la base de Kleine-Brogel est retenue pour accueillir des escadres de chasseurs et de chasseurs bombardiers. Kleine-Brogel est depuis lors l'un des deux aérodromes militaires les plus importants de Belgique (l'autre étant la base de Florennes).
La base est soupçonnée d'accueillir des armes nucléaires américaines, en contradiction apparente avec l'article 2 du Traité sur la non-prolifération des armes nucléaires. La Belgique n'a jamais ni infirmé ni confirmé cette présence, même si, le 23 janvier 2008, le ministre de la Défense Pieter De Crem a admis l'existence d'une capacité nucléaire à Kleine-Brogel; ce qui a été confirmé le 29 novembre 2010 par la publication de câbles diplomatiques sur le site Wikileaks,,.

## Météo
La station météorologique de Kleine-Brogel, existant depuis 1954, a enregistré 40,6 °C le 25 juillet 2019. Le record précédent est le 24 juillet 2019 avec 39,9 °C.
Toujours la même station de Kleine Brogel arrive en troisième position le mardi 7 février 2012 avec −16,2 °C vers 7 h 00 du matin.